# 李崇富
李崇富（1943年—），汉族，湖北鄂州人，中华人民共和国政治人物、第十一届全国政协委员。
加入中国共产党，担任中国社会科学院学部委员、原马克思列宁主义毛泽东思想研究所所长。2008年，当选第十一届全国政协委员，代表社会科学界，分入第三十三组。